# Dani Cortijo
Daniel Cortijo Astudillo (Madrid, 1983) és un historiador, blocaire i docent català.
Autor del blog Altres Barcelones, el 2009 va guanyar el Premi Blocs Catalunya de Cultura, i poc després va publicar el llibre Històries de la Història de Barcelona, amb material del seu blog.
Va crear la pàgina web Barcelonasfera.cat, un directori de blogs especialitzats en la ciutat de Barcelona. Ha contribuït al llibre 1001 días que cambiaron el mundo i ha treballat en diversos mitjans de comunicació, com Com Ràdio, La Xarxa, Catalunya Ràdio, Betevé, TV3, Sàpiens.cat i Nació Digital. Participa en projectes de xarxa com ara Histotube, el primer portal de vídeos d'història i patrimoni en llengua catalana. Va elaborar el guió del projecte «Viu l'11 de setembre de 1714 a Twitter». Defensa la llengua auxiliar internacional esperanto, sobre la vinculació de Joan Amades a la qual va escriure un capítol al llibre Història de l'esperanto als països catalans. Fruit de la seva recerca, el novembre de 2016 va inaugurar una exposició sobre el militant antifeixista Miquel Pedrola, natural de la Barceloneta, mort els primers dies de la guerra civil al Front d'Aragó.